# Saasenheim
 Saasenheim (en alsacià Sààse) és un municipi francès, situat a la regió del Gran Est, al departament del Baix Rin. L'any 1999 tenia 479 habitants. Limita amb Richtolsheim al sud-oest, Sundhouse al nord-oest i Schœnau al sud-est.
Forma part del cantó de Sélestat, del districte de Sélestat-Erstein i de la Comunitat de comunes del Ried de Marckolsheim.

## Demografia
| 1962 | 1968 | 1975 | 1982 | 1990 | 1999 |
| ---- | ---- | ---- | ---- | ---- | ---- |
| 413  | 424  | 447  | 447  | 458  | 479  |

## Administració
| Període   | Identitat         | Partit |
| --------- | ----------------- | ------ |
| 2001-2008 | Jean Paul Fahrner |        |
| 2008-     | Norbert Lombard   |        |

## Agermanaments
- Casolés
- Salanhac e Aivigas